# キャマス郡 (アイダホ州)
キャマス郡（英: Camas County、英語発音: [kam-uhs]または英語発音: [ˈkæmæs)]）は、アメリカ合衆国アイダホ州の中央部に位置する郡である。2010年国勢調査での人口は1,117人であり、2000年の991人より12.7％増加した。郡庁所在地はフェアフィールド市（人口416人）であり、同郡で唯一かつ人口最大の都市でもある。1917年2月6日にアイダホ州議会によりブレイン郡から分離して設立され、郡名はこの地域で見られるユリに似た植物で、インディアンや開拓者が食料としていた球根があるヒナユリを意味している。
アメリカ国道20号線が郡領域の中央を東西方向に走っており、その標高は5,000フィート (1524 m) 以上ある。アイダホ州道46号線がアメリカ国道20号線のフェアフィールドの東4マイル (6.4 km) から南のグッディング郡グッディング市とを繋いでいる。
1948年にオープンしたソルジャー山スキー場はフェアフィールドの北12マイル (19 km)、ソートゥース国立の森のソルジャー山にある。

## 歴史

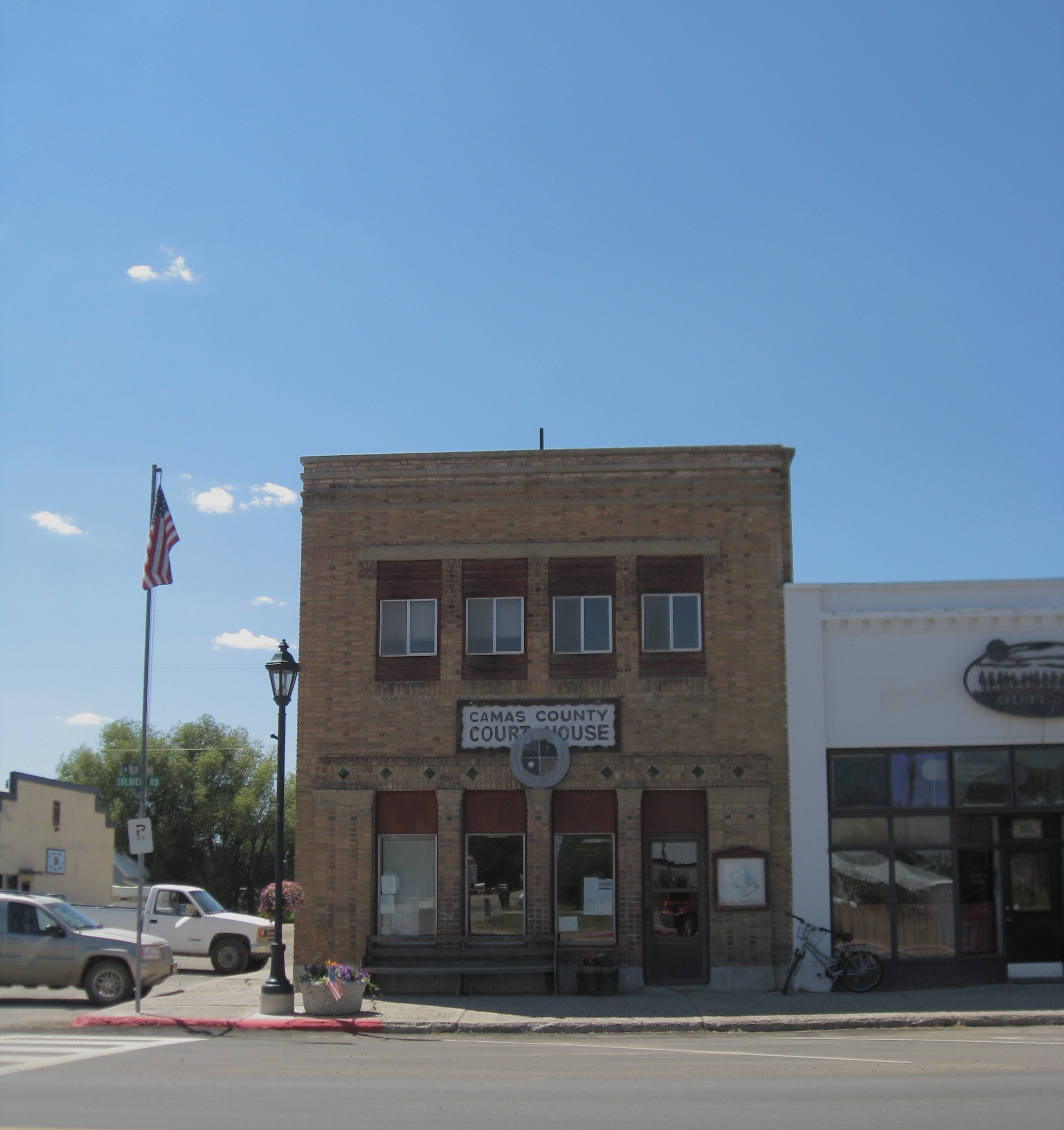
フェアフィールド市にあるキャマス郡庁舎

アメリカ騎兵隊がボイシ砦に駐屯しているとき、キャマス・プレーリーの南部はその馬に草を食ませる重要な土地だった。1869年、アメリカ合衆国上院が批准した条約により、キャマス・プレーリーの代わりにカンザス・プレーリーの部分がバノック族インディアンの保持する土地となった。この条約を転記した者によって誤りが犯された。アイダホ州にはカンザス・プレーリーという場所が無かったので、バノック族の条約による権利は無視された。数人の開拓者がバノック族の伝統的な食料であるヒナユリの根を豚に食べさせているところを見つけたバノック族は抗議したが、効果は無く、これが1878年のバノック戦争の原因になった。
この地域の開発は深い雪とバノック戦争によって鈍化したが、農場主や牧場主は間もなく良い水、木材、草および水流の豊富な魚を見出した。フェアフィールドの北東約4マイル (6 km) に、キャマス・プレーリーでは初の町としてソルジャーが設立された。鉄道が郡内で建設されたがソルジャーを通らなかった。キャマス郡が設立されるとフェアフィールドが郡庁所在地となり、人口の大半はそこへ移動した。フェアフィールドの南西数マイルにラバ鉱山地区があり、1880年代には坑夫が集まったが、キャマス郡の主要な魅力はその農業地であり続けた。

## 地理
アメリカ合衆国国勢調査局に拠れば、郡域全面積は1,079.02平方マイル (2,794.6 km2)であり、このうち陸地は1,074.96平方マイル (2,784.1 km2)、水域は4.06平方マイル (10.5 km2)で水域率は0.38％である郡内の最高地点は北西部にある標高10,124フィート (3,086 m) のトゥーポイント山である。

### 隣接する郡
- ブレイン郡 - 東
- リンカーン郡 - 南東
- グッディング郡 - 南
- エルモア郡 - 西

## 人口動態
以下は2000年の国勢調査による人口統計データである。
| 基礎データ - 人口: 991人 - 世帯数: 396 世帯 - 家族数: 287 家族 - 人口密度: 0.3人/km2（0.8人/mi2） - 住居数: 601軒 - 住居密度: 0.2軒/km2（0.6軒/mi2） 人種別人口構成 - 白人: 95.16% - アフリカン・アメリカン: 1.21% - ネイティブ・アメリカン: 0.30% - アジア人: 0.20% - その他の人種: 0.91% - 混血: 2.22% - ヒスパニック・ラテン系: 5.55% 先祖による構成 - ドイツ系：20.5％ - アメリカ人：18.1％ - イギリス系：15.4％ - アイルランド系：7.4％ | 年齢別人口構成 - 18歳未満: 24.7% - 18-24歳: 6.6% - 25-44歳: 28.2% - 45-64歳: 27.5% - 65歳以上: 13.0% - 年齢の中央値: 40歳 - 性比（女性100人あたり男性の人口） - 総人口: 104.8 - 18歳以上: 102.2 世帯と家族（対世帯数） - 18歳未満の子供がいる: 30.8% - 結婚・同居している夫婦: 65.2% - 未婚・離婚・死別女性が世帯主: 4.5% - 非家族世帯: 27.5% - 単身世帯: 22.2% - 65歳以上の老人1人暮らし: 8.3% - 平均構成人数 - 世帯: 2.49人 - 家族: 2.92人 収入と家計 - 収入の中央値 - 世帯: 34,167米ドル - 家族: 40,156米ドル - 性別 - 男性: 30,500米ドル - 女性: 21,563米ドル - 人口1人あたり収入: 19,550米ドル - 貧困線以下 - 対人口: 8.3% - 対家族数: 7.2% - 18歳未満: 7.2% - 65歳以上: 8.5% |

## 都市と町

### 都市
- フェアフィールド

### 未編入の町
- コーラル
- ヒルシティ
- ソルジャー